# Johann Heinrich Busse

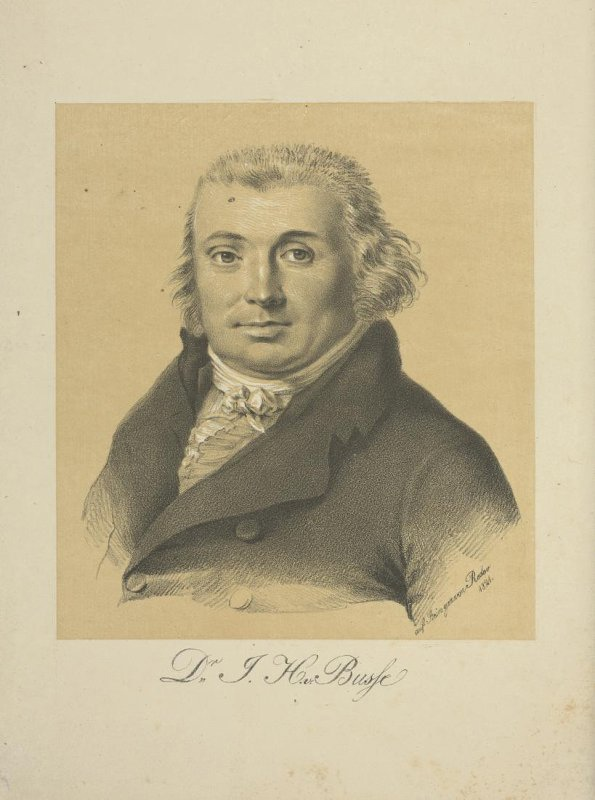
Johann Heinrich Busse, 1821

Johann Heinrich Busse (auch von Busse, * 14. September 1763 in Gardelegen; † 20. Juli 1835 in Grabow bei Stettin) war ein deutscher evangelischer Geistlicher, Lehrer, Bibliothekar und Übersetzer, der vor allem in Russland wirkte.

## Leben
Busse studierte von 1782 bis 1785 Theologie an der Universität Halle. Anschließend folgte er einem Ruf nach Sankt Petersburg und wurde dort am Akademischen Gymnasium Lehrer für griechische und lateinische Sprache und Literatur. In Russland trug er auch den Namen Iwan Fomitsch Busse (russisch Иван Фомич Буссе). 1788 wurde er Mitarbeiter der Bibliothek der Kaiserlichen Akademie der Wissenschaften, von 1797 bis 1799 war er Bibliotheksdirektor.
Von Juli 1793 bis 1796 war er Herausgeber des Journal von Rußland. Er übersetzte auch zahlreiche Beiträge in dieser Zeitschrift und trug mit seiner Tätigkeit wesentlich zur Vermittlung von Kenntnissen über Russland im deutschsprachigen Raum bei. Anfang 1795 wurde er Adjunkt für Geschichte an der Russischen Akademie der Wissenschaften. 1800 wurde er Ehrenmitglied der Akademie. Busse übersetzte neben Beiträgen für das Journal von Rußland auch das wissenschaftliche Hauptwerk von Gawriil Sarytschew über dessen achtjährige Reise in Sibirien und auf dem Eismeer sowie weitere Bücher.
Nach seiner Pensionierung im Jahr 1801 wurde Busse Pfarrer an der auf der Wassiljewski-Insel gelegenen evangelischen Catharinenkirche. 1819 kehrte er nach Deutschland zurück.

## Übersetzungen und Herausgaben (Auswahl)
- Gawrila Sarytschew’s achtjährige Reise im nordöstlichen Sibirien, auf dem Eismeere und dem nordöstlichen Ozean. Wilhelm Rein, Leipzig 1805.
- Johann Heinrich Busse (Hrsg.): Journal von Rußland. Band 1, Julius bis December 1793. Kaiserliche Buchdruckerei, St. Petersburg 1794.